# Pokolji u Foči
Kampanja etničkog čišćenja u Foči niz je ratnih zločina koje su počinili vojni i civilni organi Republike Srpske za vrijeme rata u Bosni i Hercegovini. Vojska, policija, i paravojne postrojbe sustavno su provodili zločine nad Bošnjacima zbog kojih je oko 21 000 njih napustilo Foču nakon lipnja 1992.
Međunarodni sud za ratne zločine počinjene na području bivše Jugoslavije (MKSJ) u više presuda utvrdio je etničko čišćenje Bošnjaka, umorstva, masovna silovanja i namjerno uništavanje imovine i kulturnih dobara. Istraživačko dokumentacioni centar Sarajevo (IDCS) procijenio je ukupan broj ubijenih i nestalih ljudi u općini Foča na 2707, od čega je 1513 bošnjačkih i 155 ubijenih srpskih civila. Uz to su vlasti Republike Srpske uspostavile nekoliko mjesta u kojima je silovano stotine žena. Za to je više oficira i vojnika Republike Srpske, kao i ostalih pomagača bilo optuženo i osuđeno pred MKSJ-om i Sudom BiH-a.

## Etničko čišćenje
Od početka travnja do sredine srpnja 1992. srpske snage su provodile opširan napad usmjeren protiv bošnjačkih civila u području općine Foča, Gacko i Kalinovik. Prije samog napada, bošnjački civili su izbačeni s posla, plaće su im uskraćene, a potom im je uskraćena mogućnost slobodnog kretanja. Nakon što su okolna sela i grad Foča dopali u ruke srpskih snaga (vojske, policije, paravojnih formacija, a ponekad i samih Srba seljaka), primjenjivan je uvijek isti obrazac: kuće Bošnjaka su sustavno pretresane, pljačkane i spaljivane, a građani su uhićivani ili okupljani na jednom mjestu, a ponekad tijekom samog procesa, premlaćivani ili ubijani. Muškarci i žene su odvajani, a većina ih je zatvorena u KP dom u Foči. 
Žene su odvođene na razne lokacije zatočenja gdje su živjele u nepodnošljivim higijenskim uvjetima, a u tim centrima su zlostavljane na mnoge načine, dok ih je većina sistematski silovana. Srpski vojnici ili policajci su dolazili u zatočeničke logore, odabirali jednu ili više žena, izvodili ih i silovali. Neke od njih su odvođene u privatne stanove i kuće gdje su silovane, a morale su također kuhati, čistiti i služiti rezidente, koji su bili srpski vojnici. Tijekom napada na bošnjačke civile, ogroman broj žena i djevojčica je silovan. Nekim ženama ostale su trajne ginekološke štete ili su ostale neplodne, a većina ih je prošla kroz psihološke traume.
Svi tragovi postojanja i kulturno naslijeđe muslimana Bošnjaka izbrisani su iz područja zahvaćenih napadom srpskih snaga. Skoro niti jedan Bošnjak nije ostao u Foči. Sve džamije su srušene.

## Zočini nad civilima
U siječnju 1994. godine, srpske vlasti su preimenovale Foču u "Srbinje" (grad Srba). Gotovo svi preostali muslimani Bošnjaci, muškarci i žene iz svih triju općina su uhićeni, sakupljeni na jednom mjestu, potom razdvojeni i zatvoreni u nekoliko sabirnih zatvoreničkih centara - logora: Buk Bijela, Srednja škola u Kalinoviku, "Partizan", Srednja škola u Foči, KP dom u Foči po ustaljenoj formuli. Neki su odmah ubijeni, silovani ili surovo pretučeni. Jedini razlog za ovakvo postupanje prema njima je bila njihova etnička pripadnost.
Kazneno-popravni dom u Foči, jedan od najvećih zatvora u SFRJ, bio je glavni pritvorski objekt za muškarce. Muslimanske žene, djeca i starci zatvarani su po kućama, stanovima i motelima u Foči i okolnim selima ili u centrima za duži ili kraći pritvor kao što su spomenuta Buk Bijela, gimnazija u Foči i sportska dvorana "Partizan". 
Sportska dvorana "Partizan" služila je kao centar za pritvor žena, djece i staraca od 13. srpnja 1992. ili ranije, pa najmanje do 13. kolovoza 1992. U to vrijeme je u "Partizanu" bilo najmanje 72 zatočenika. Svi zatvorenici bili su civili, muslimanske žene, djeca i nekoliko starijih ljudi iz sela u općini Foča. Životni uvjeti u "Partizanu" bili su okrutni. Pritvor je pratilo neljudsko postupanje, nehigijenski smještaj, prenatrpanost, izgladnjivanje, tjelesno i psihološko mučenje, uključujući i silovanje. U "Partizanu" su, obično navečer, ulazili naoružani vojnici, uglavnom u skupinama od trojice do petorice i izvodili žene. Kada bi se žene bunile ili sakrivale, vojnici su ih tukli ili im prijetili da bi ih primorali na poslušnost. Vojnici su žene iz "Partizana" odvodili u kuće, stanove ili hotele, da bi ih tamo seksualno zlostavljali i silovali.
Miljevinski bataljon Brigade za taktičke operacije iz Foče VRS-a u kolovozu 1992. godine je formirao logor za silovanje žena u tzv. Karamanovoj kući.  Vojnici su spomenutu zgradu nazvali "javnom kućom". U logoru su bile zatvorene žene i djevojčice od kojih su neke imale samo 12 godina. Zapovjednik Miljevinskog bataljona je bio Pero Elez, a Neđo Samardžić, Zoran Samardžić, Nikola Brčić, te Radovan Stanković su su bili zaduženi za ženski logor. Vojnici su prisiljavali zatočenice na oralni, vaginalni i analni seks. Žene su, osim silovanja, također mučene i odvođene na prisilni rad.
Od sredine svibnja 1992. počelo je etničko čišćenje općine Kalinovik. Dok je muško nesrpsko stanovništvo zatočeno u vojnom skladištu Barotni, žene i djeca su zatočeni u Osnovnoj školi u Kalinoviku, koja se nalazi u centru Kalinovika, u blizini stanice policije. Krajem lipnja i početkom srpnja, u Osnovnoj školi su bili zatočeni i stanovnici općine Gackog uhićeni dok su prolazili kroz općinu Kalinovik bježeći u srednju Bosnu. Žene i djevojčice bile su podvrgnute silovanjima za vrijeme njihovog zatočeništva u Osnovnoj školi u Kalinoviku. Uz gore navedene centre za pritvor, više žena bilo je zatvoreno u kućama i stanovima koji su korišteni kao javne kuće kojima su upravljale skupine srpskih vojnika.

## Žrtve
U zločinima u Foči je, prema podatcima IDCS-a, do 2006. godine nestalo 2805 građana, mahom Bošnjaka. Od tog broja je za 1899 ljudi potvrđeno da su ubijeni, a ostali se još uvijek vode kao nestali, iako je njihova sudbina izvjesna.

## Zločinci
Optuženici Haaškog suda:
- Dragoljub Kunarac
- Radomir Kovač
- Zoran Vuković
- Dragan Zelenović
- Gojko Janković
- Janko Janjić
- Radovan Stanković
- Dragan Gagović
- Milorad Krnojelac
- Mitar Rašević
- Savo Todović

Osuđenici Haaškog suda:
- Dragoljub Kunarac (28 godina zatvora)
- Radomir Kovač  (20 godina)
- Zoran Vuković  (12 godina)
- Milorad Krnojelac (12 godina)
- Dragan Zelenović (priznao krivicu, 15 godina)

Optuženici suda BiH:
- Radovan Stanković
- Neđo Samardžić
- Gojko Janković
- Radmilo Vuković

Osuđenici suda BiH:
- Radovan Stanković (20 godina)
- Neđo Samardžić (24 godine)
- Gojko Janković (34 godine)

## Vanjske poveznice
- Amnesty International: Presuda u Foči
- Human Rights Watch: Foča se suočava s prošlošću
- New York Times: Suđenje za rat u Bosni